# Cheng Wen
Dans ce nom, le nom de famille précède le nom personnel.
Cheng Wen, né le 6 avril 1989 dans le Shandong, est un athlète chinois, spécialiste du 400 mètres haies.

## Biographie
Son meilleur temps est de 49 s 28 en 2011 à Fuzhou. Il a remporté le titre national cadet en 2008. Il est sélectionné pour les Championnats du monde d'athlétisme 2011 à Daegu où il termine cinquième de sa série. Aux Jeux olympiques de 2012, il termine sixième de sa série.
Il remporte la médaille d'argent lors des Championnats d'Asie à Pune le 7 juillet 2013 en 50 s 07.

### Palmarès
| Date | Compétition             | Lieu    | Résultat | Performance |         |
| ---- | ----------------------- | ------- | -------- | ----------- | ------- |
| 2013 | Championnats d'Asie     | Pune    | 2e       | 50 s 07     |         |
| 2013 | Jeux de l'Asie de l'Est | Tianjin | 1er      | 49 s 66     |         |
| 2014 | Jeux asiatiques         | Incheon | 3e       | 400 m haies | 50 s 29 |

### Records
| Épreuve          | Performance | Lieu   | Date         |
| ---------------- | ----------- | ------ | ------------ |
| 400 mètres haies | 49 s 28     | Fuzhou | 26 juin 2011 |